# Церква Святого Віктора в Гіянкурі
Церква Святого Віктора — це готична церква, побудована в центрі міста Гіянкур. Вона присвячена святому Віктору, римському солдату, мученику, який загинув 21 липня 303 року в Марселі.
Деякі елементи церкви були ще раніше у XIII, а саркофаги Меровінгів, виявлені в 1998 році, свідчать про наявність на місці місця культу з VI сторіччя.
Дзвін 1557 року, переробили у 1900 році, знаходиться у списку пам'яток з 27 квітня 1944 року. Церква зареєстрована як пам’ятка історії з 11 січня 1951 року.

## Витоки парафії
Реставрація церкви в 1998 році, призначена для побудови каналів прогрівання в землі, виявила саркофаги, що датуються епохою Меровінгів (кінець VI чи початок VII століття). Церква Святого Віктора була побудована на старому кладовищі села.
Створення парафії було пов’язане з Гаєм де Шеврезе за словами Жана Лебефа (1687-1760). Гай де Шеврез побудував приблизно у 1065 році село Гуідоніс Куртіс, тобто Гаївський двір, земля або культура. Альтернативою, більш правдоподібною, до теорії Жана Лебефа є німецьке походження, що походить від cour de Guyan (ферма чи село Відан) або німецького Wido ("wid", що означає дерева).
Потім ім'я було укладено "Гідонкур", "Гайонкур", "Гієнкур"  і нарешті "Гіянкур" по Наполеонівський кадастр 1811 року.
Жан Лебеф вказує, що мощі, необхідні для створення церкви, отримав Гай де Шеврез з канонів абатства Сен-Віктор у Парижі.
Парафіяльне свято - це 21 липня, дата смерті святого Віктора.

## Будівництво церкви
Церкву освятили 25 червня 1533 року Гай де Монтмірай (1492-1538), єпископ Мегаре, який благословив шість вівтарів. Жан Лебеф вказує на оригінальне оздоблення опор склепінь нави, які виліплені головами волів. Походження цих скульптур пов'язане з купцями волів, які мешкали в сусідньому хуторі Був'є і які значною мірою сприяли фінансуванню будівництва церкви. Ці прикраси все ще залишилися, незважаючи на ерозію століть.
За словами Лебефа, мешканці Був'є, недалеко від церкви Святого Віктора, 2 травня 1553 року отримали від священика Джеффруа Барберо дозвіл, щоб побудувати каплицю за власні кошти. Це буде присвячено святій Варварі. Джеффруа Барберо дав свою згоду, за умови, з одного боку, співати лише до дня Святої Варвари, а з іншого - що мешканці Був'є приходять до церкви Святого Віктора під час великих релігійних свят. Лебеф вказує, що в цій каплиці є лише руїни і місце, яке називається "закритою каплицею".
Церква побудована з вапняку та жорна. Вона має п'ятибальний неф, оточена двома бічними приділами, частково зайнятими каплицями, завершеними хором, розташованим на схід.

### Зовнішній вигляд
Спочатку кладовище було розташоване навколо церкви Сен-Віктор до середини XIX століття. Указом від 14 червня 1854 року, підписаним Наполеоном III, уповноважив муніципалітет перенести цвинтар на руе-де-ла-Ріголе(rue de la Rigole).

### Інтер'єр
Вхід до церкви зроблений під підтягнутою аркою, яка є загострена і з грубо вирізаного жорна, крізь двері з великих дощок, схожих на двері комори. Простота оздоблення нави і його компактна пропорція майже настільки ж висока, як і широка, підтверджує сільський характер будівлі. 

Хрест тамплієрів.

Намальовані на вершині стовпів Паттеї Червоного Хреста, які є емблемою ордену храму. Ці хрести для освячення церкви були нанесені на кожній колоні. Цей порядок був дуже утверджений на теперішній території Сен-Кантен-ан-Івлін, де було встановлено багато командування. Цей тип хреста використовується в гербі лордів-підеферів, землевласників у Гіянкурі. До початку XIX століття в районі Вілларой діяла ферма, відома як «де ла Коммандері», але зв’язку між нею та родиною П’єдефер не встановлено. Земельний реєстр Гіянкурі зберіг відомості про цей населений пункт.

У дзвіниці розташовано два дзвони. Перший встановлений у 1506 році, на ньому вигравірований напис готичними літерами.   : 
Ai été nommée Louise par les habitants de Guyencourt (Мешканці Гіянкура отримали ім’я Луїза)
це ім'я, без сумніву, написано на честь короля Людовіка XII, який тоді володарював у Франції. Напис Луїз був замінений в 1557 році новим дзвоником, Марі. Але тріщина, яка змінила його звук, змусила місто та Фабричну Раду (парафіяльне товариство того часу) здійснити капітальний ремонт. Так народився новий переплавлений дзвін у Лув'є. Його охрестили 28 жовтня 1900 року.
Другий дзвіночок встановлений в травні 2000 року в церкві Сен-Віктора в пам'ять про Леслі, Жан-Даміена і Франсуа, жертв лавини 22 січня 1998 року під час перебування в горах [джерело?].

#### Пам'ятні дошки

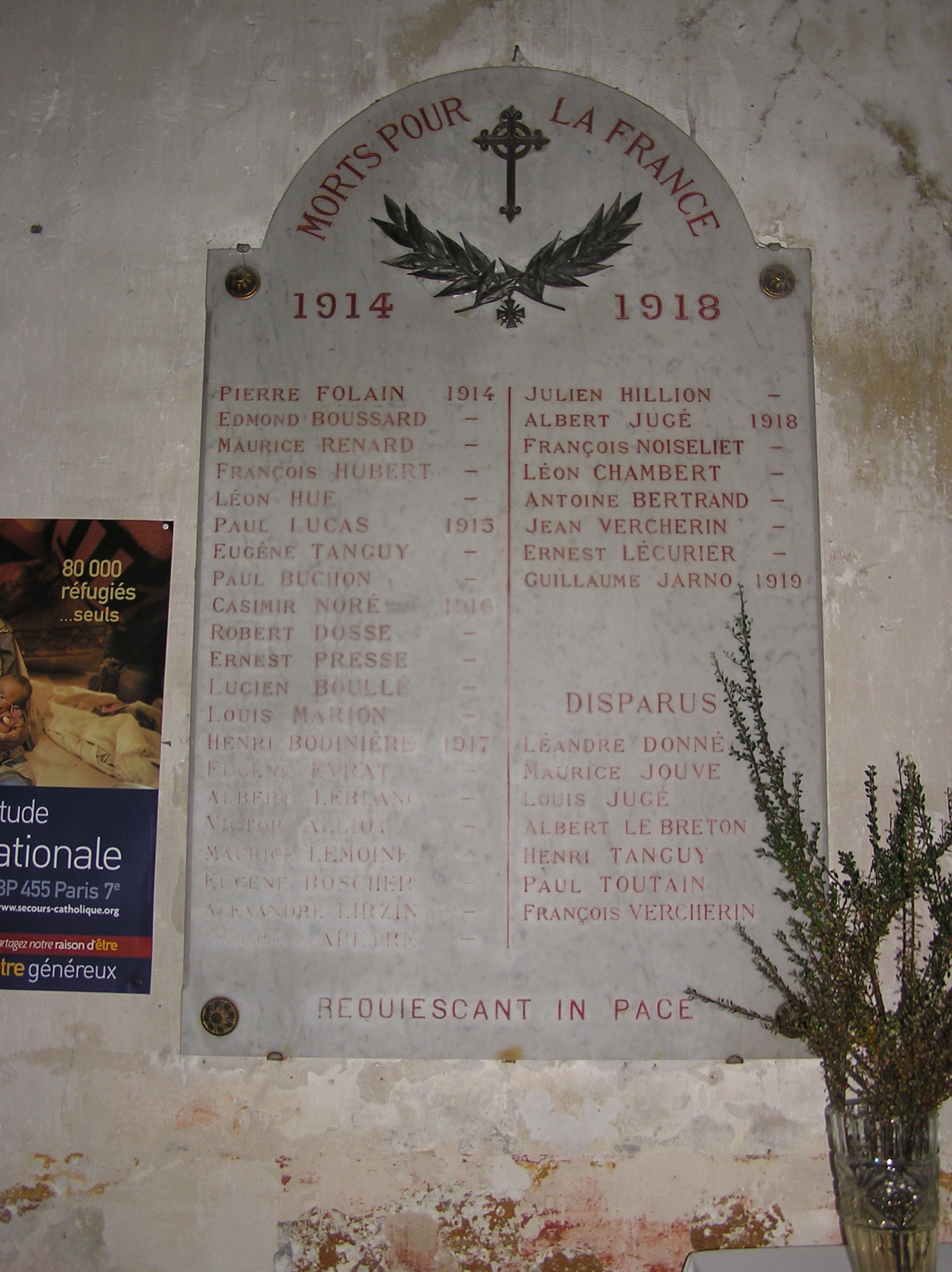
Пам'ятна дошка Першої світової війни.

* Праворуч від входу до церкви біла мармурова дошка відображає жертв Гіянкура під час Першої світової війни. Померлих та зниклих класифікують за роками.
- На тій самій стіні трохи далі табличка вказує на те, що отець Шод поставив два вівтарі в 1854 році - один Святому Жульєну, а другий - Святій Женев'єві як борцю проти епідемії холери, що вразила комуну Гіянкур в 1850 році. Ці вівтарі зникли.
- На тій самій стіні плита розміром 2×1м має гравюру анонімного чоловіка у натуральну величину. Його обличчя, волосся, борода (зрізана, як у п'ятнадцятому столітті) та з'єднані руки з білого мармуру, інкрустованого каменем.
- З лівого боку до стіни тепер прикріплений надгробний камінь Роберта Підефера. Цей лорд Гіянкура помер у 1627 році.
- На лівому стовпі меморіальна дошка Жанни Жардерон, яка померла 4 жовтня 1617 року, гувернантки дітей володаря замку Гіянкур.

#### Каплиці

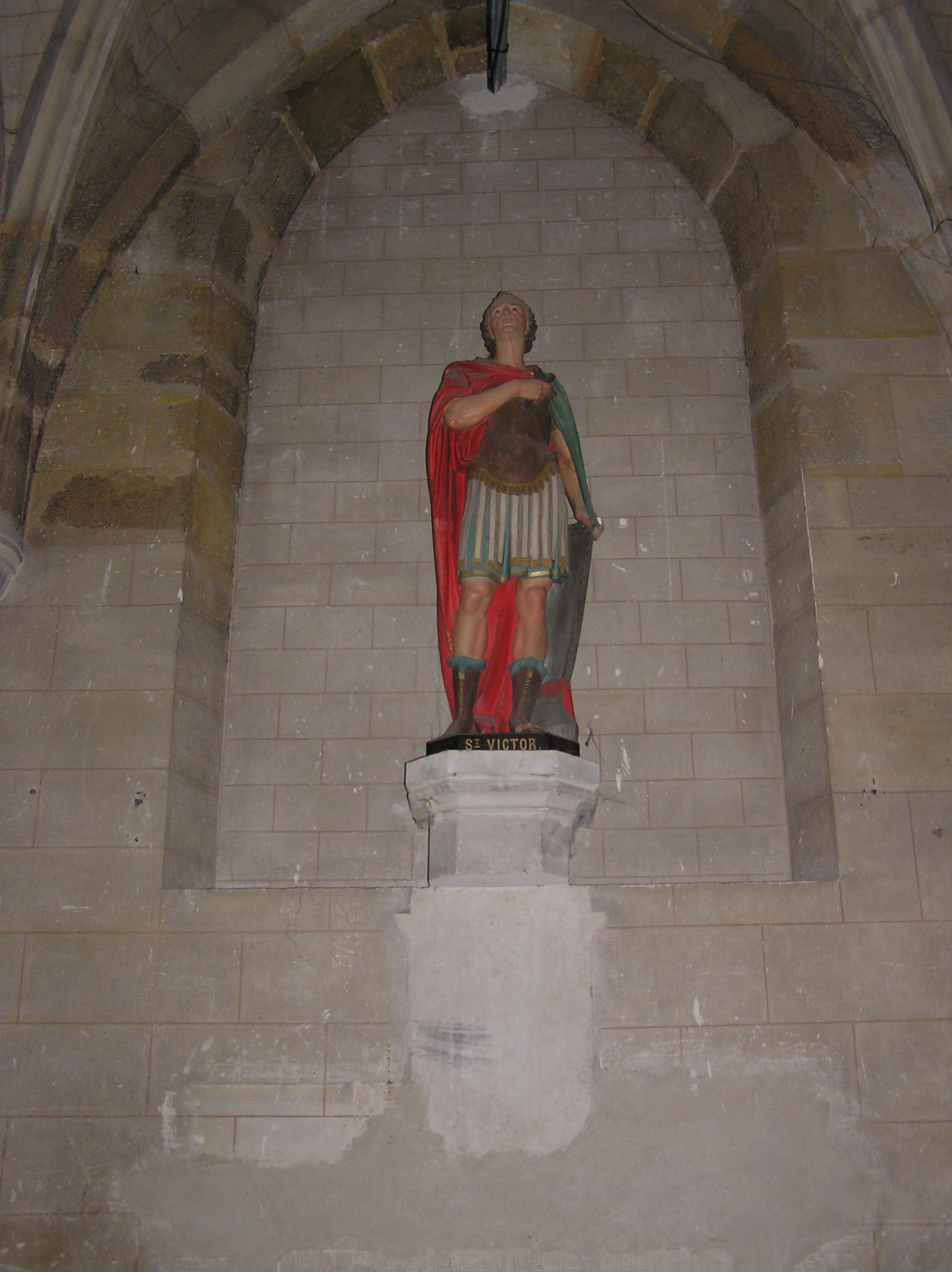
Святий Віктор

- Каплиця Сен-Віктора розташована біля хору в нижній лівій частині. Святий Віктор представлений анонімною статуєю в поліхромній штукатурці з XIX століття поміщено на куль-де-ламп. Він одягнений як римський солдат, що стоїть, спираючись на щит, у правій руці тримає хрест, символ своєї приналежності до християнської громади. Благословення каплиці відбулось 20 липня 1884 року ігуменом Максимом Кароном, настоятелем другорядної семінарії Версаля [14].
- Вівтар Жанни Д'Арк розташований праворуч від входу, поруч із табличкою, що вшановує пам'ять загиблих Першої світової війни. Знизу статуї Жанни Д'Арк знаходиться вівтар у яскравому готичному стилі XVI століття. Одночасно є таберналем.

## Парафіяльні священики
- 1467-1477: Жан де Галлес (помер у 1477 р.), Парафіяльний священник, заступник вікарія архідиякона і відвідувач парафій Шатофорського благочиння у 1467 році. Його брат Річард де Галлес був парафіяльним священиком Буас-д'Арсі[15].

Vues de l'église
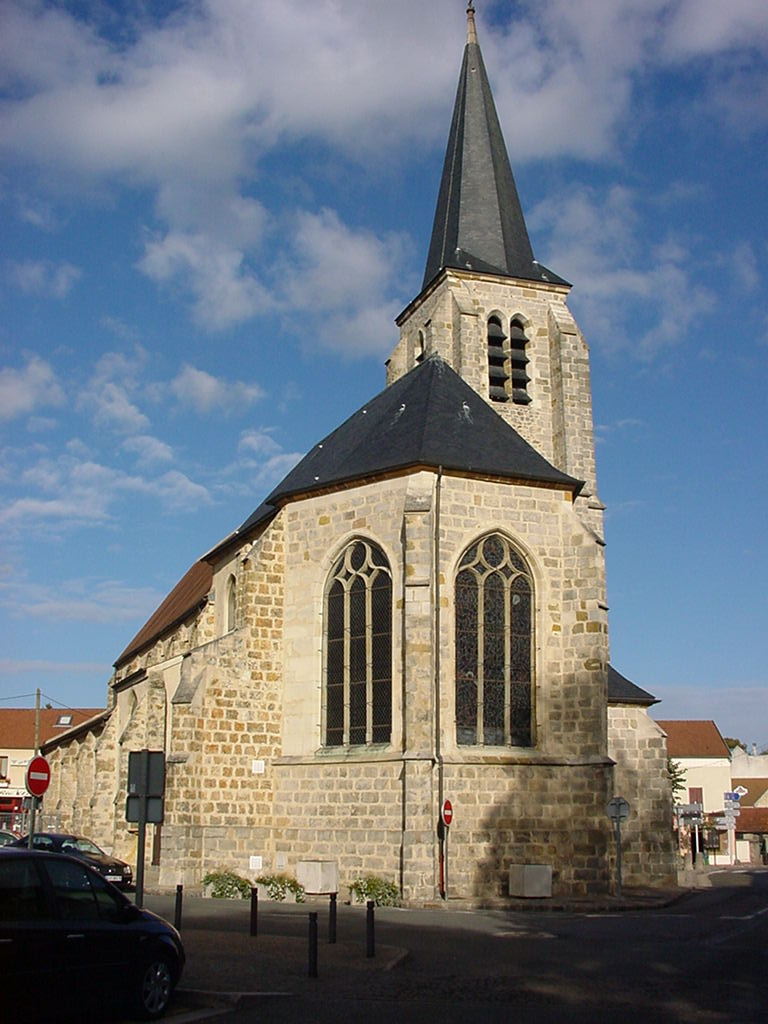
Апсида церкви.
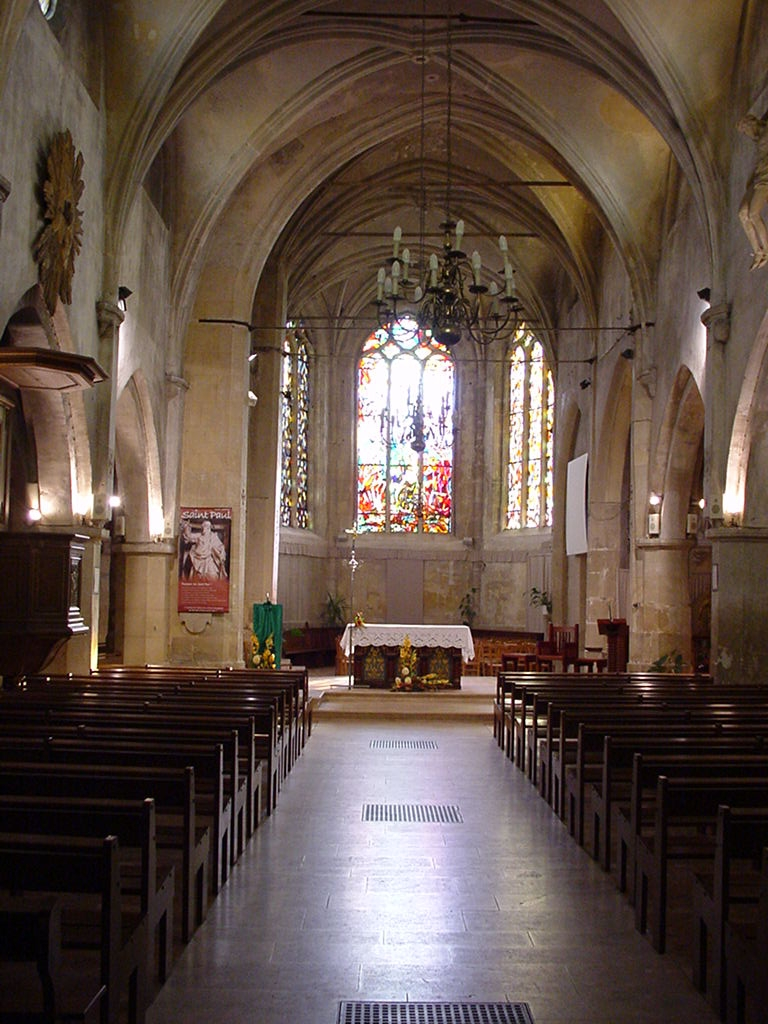
Неф.
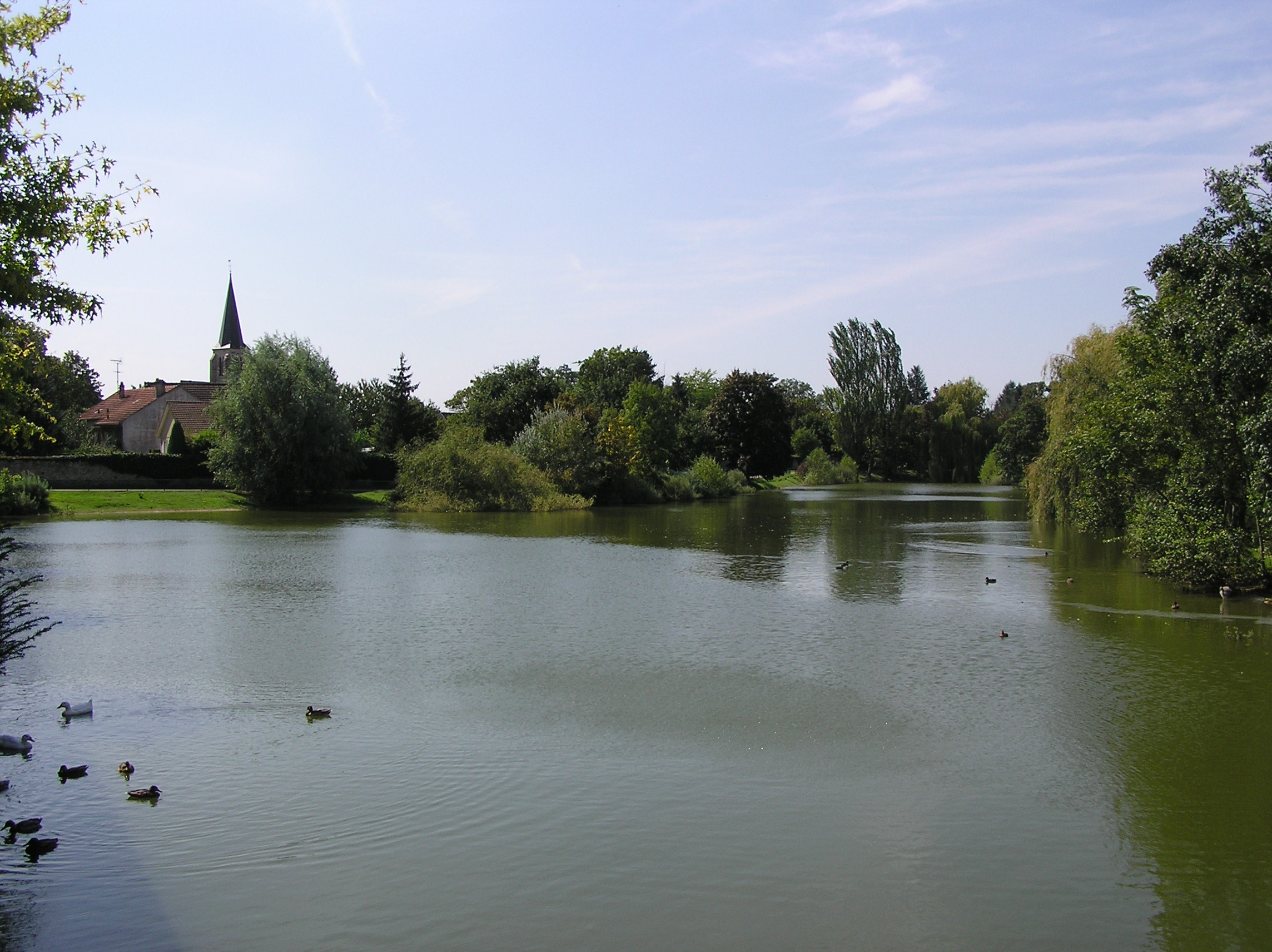
Вид на дзвіницю із замкового ставу.
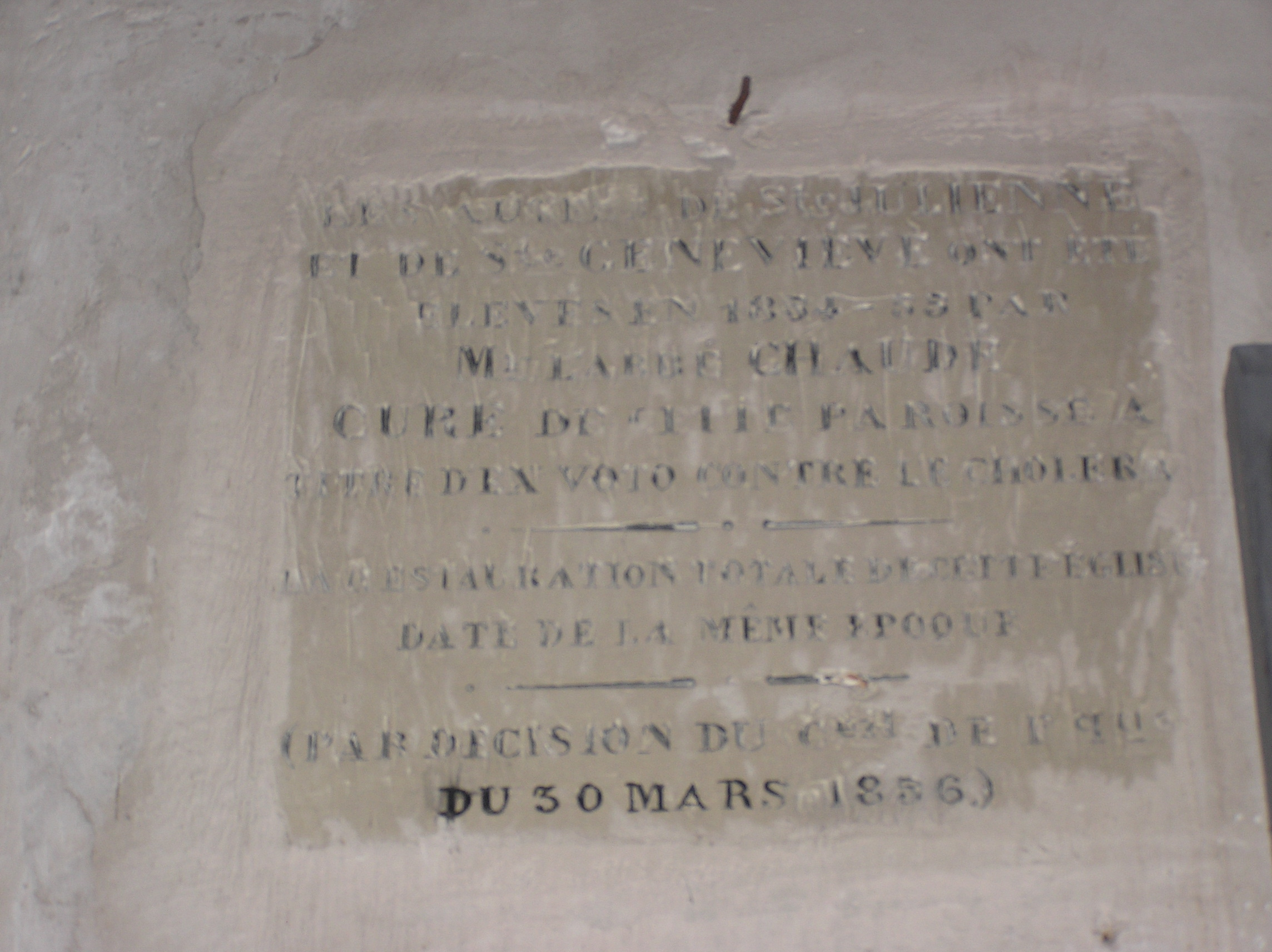
Екс-вото проти холери.
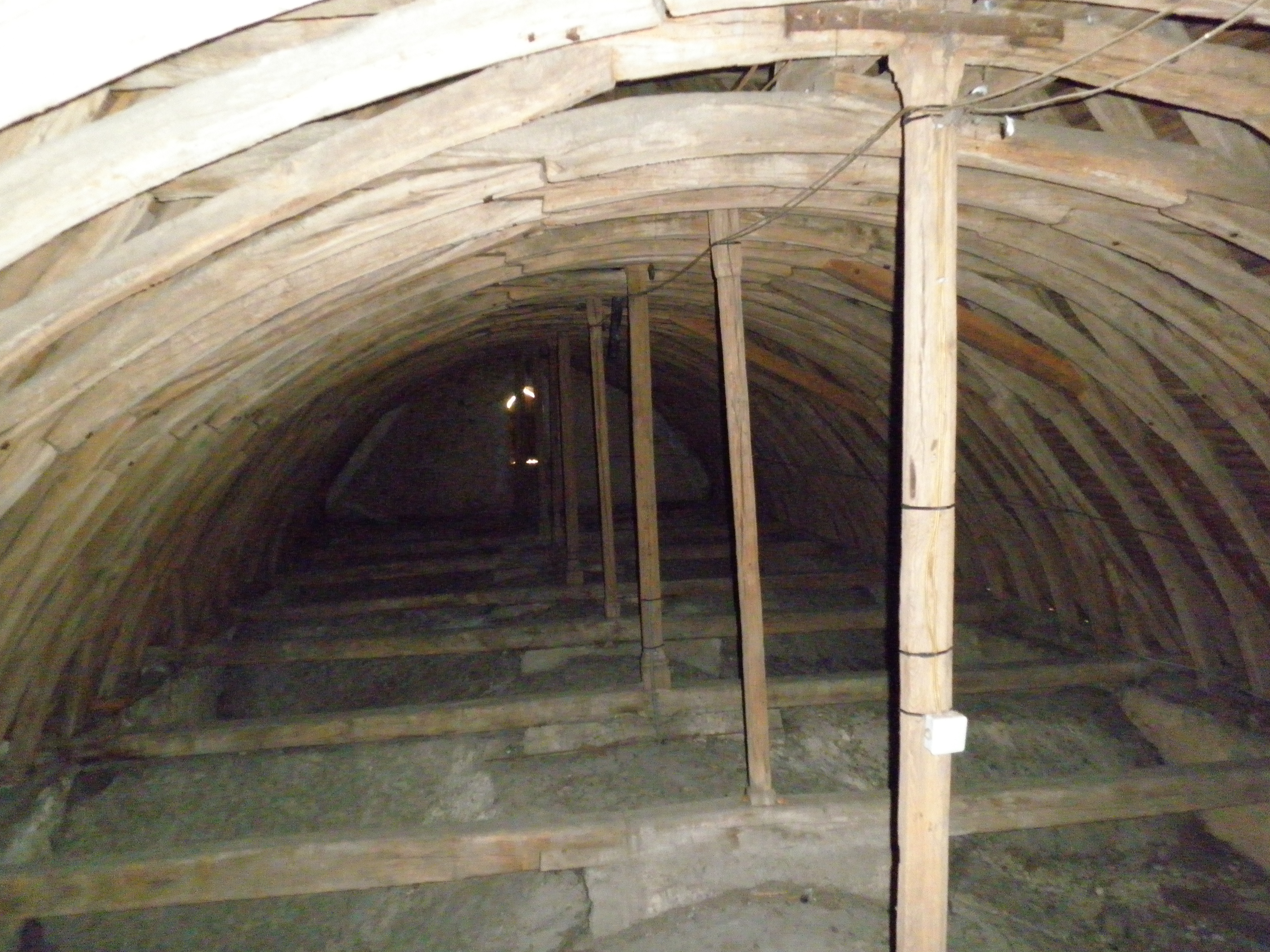
Конструкція даху у вигляді перевернутого корпусу човна.
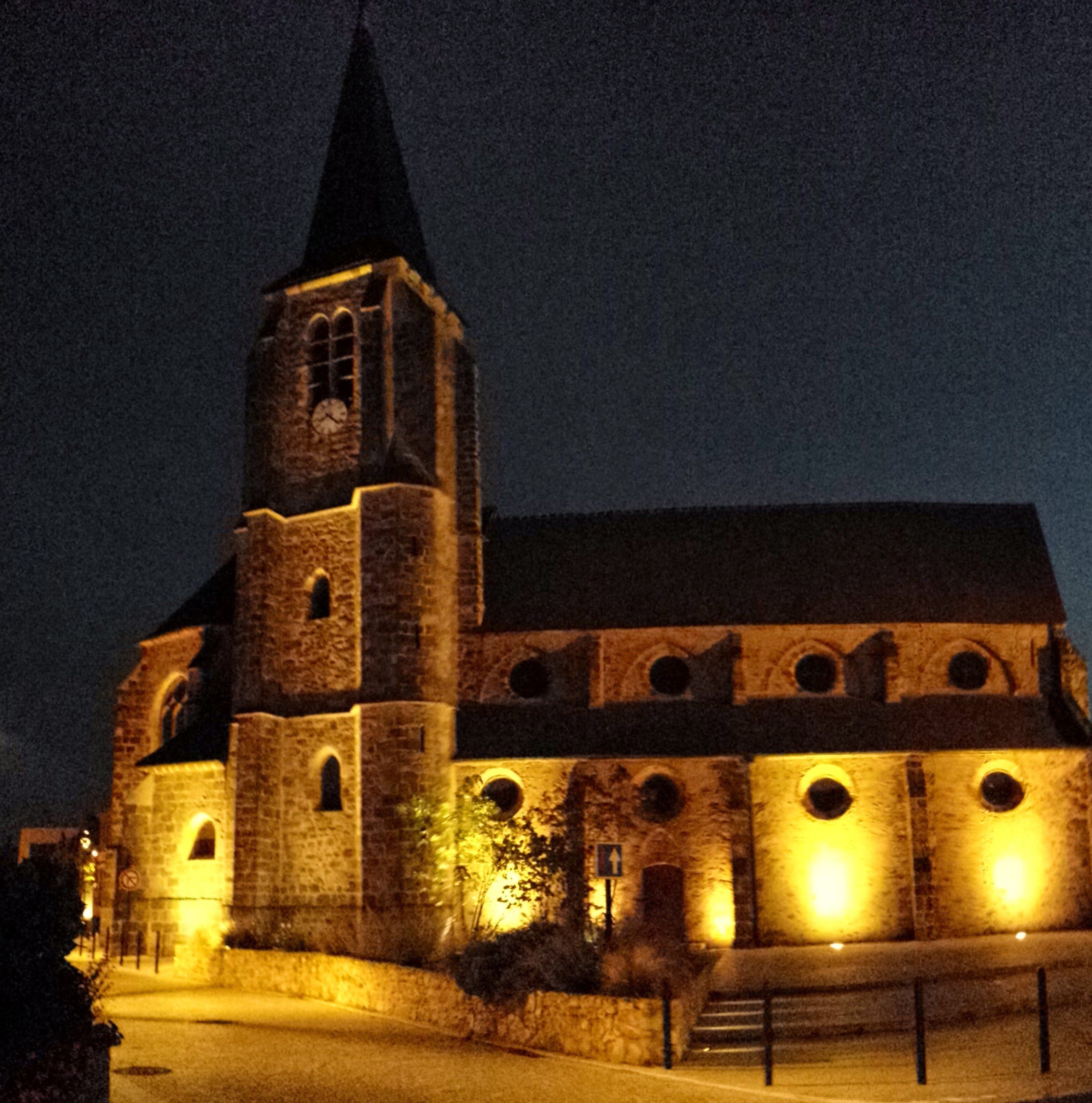
Вид на освітлену церкву.